# Marano sul Panaro
Marano sul Panaro est une commune italienne de la province de Modène en Émilie-Romagne. La ville compte 4 541 habitants en 2009 (source: Istat, Institut National Italien de Statistique).

## Géographie
La ville se développe sur le rivage gauche de la rivière Panaro sur les premières collines de la province de Modène. 

## Transports
La ville est desservie par l'autoroute A1 Milan-Bologne (sortie Modène sud), par la gare FFSS de Modène ( 25 km) et la gare ATC de Vignola (3 km). Plusieurs liens chaque jour entre Modène et Marano sul Panaro par bus (1h) de la ligne ATCM Modène-Spilamberto-Vignola-Marano sul Panaro - Fanano - Sestola.

## Culture
- Musée municipal de l’Ecologie et des Sciences naturelles
- Musée des Energies

## Environnement
- Parc animalier de Festà
- Centre Nature « Le Cince »

## Administration
Actuellement la commune est gérée par une coalition de centre - gauche sortie gagnante aux élections en juin 2009 avec plus de 60 % des suffrages contre la coalition de centre - droit.
| Période                                  | Période  | Identité        | Étiquette     | Qualité |
| ---------------------------------------- | -------- | --------------- | ------------- | ------- |
| 2004                                     | 2009     | Mauro Salici    | Centre Gauche |         |
| 2009                                     | En cours | Emilia Muratori | Centre Gauche |         |
| Les données manquantes sont à compléter. |          |                 |               |         |

### Hameaux
Ospitaletto, Casona, Festà, Villabianca, Denzano, Rodiano

### Communes limitrophes
Castelvetro di Modena, Guiglia, Maranello, Pavullo nel Frignano, Savignano sul Panaro, Serramazzoni, Vignola

## Communes jumelées
Kófinas (Grèce) depuis 2002